# Calificările pentru Campionatul Mondial de Fotbal 2014 (OFC)
Calificările pentru Campionatul Mondial de Fotbal 2014 (OFC) s-au disputat în zona Oceaniei, miza fiind un loc la Campionatul Mondial din Brazilia

## Participante
În paranteză locul în clasamentul FIFA.
| 1. Noua Zeelandă (94) 2. Fiji (156) 3. Noua Caledonie (164) 4. Vanuatu (169) 5. Insulele Solomon (181) 6. Tahiti (182) 7. Papua Noua Guinee (neclasat) | 1. Samoa (189) 2. Tonga (192) 3. Insulele Cook (195) 4. Samoa Americană (203) |

## Faza eliminatorie
|  | Semifinale       | Semifinale     |   |                  | Finala        | Finala |  |
|  |                  |                |   |                  |               |        |  |
|  |                  |                |   |                  |               |        |  |
|  | Tahiti           | 1              |   |                  |               |        |  |
|  | Insulele Solomon | 0              |   |                  |               |        |  |
|  |                  |                |   |                  |               |        |  |
|  |                  |                |   |                  |               |        |  |
|  |                  |                |   |                  | Tahiti        | 1      |  |
|  |                  | Noua Caledonie | 0 |                  |               |        |  |
|  |                  |                |   |                  |               |        |  |
|  |                  |                |   |                  |               |        |  |
|  |                  |                |   |                  | Finala mică   |        |  |
|  |                  |                |   |                  |               |        |  |
|  | Noua Zeelandă    | 0              |   | Insulele Solomon | 3             |        |  |
|  | Noua Caledonie   | 2              |   |                  | Noua Zeelandă | 4      |  |

## Play-off intercontinental
| Echipa 1 | Scor gen. | Echipa 2      | Tur | Retur |
| -------- | --------- | ------------- | --- | ----- |
| Mexic    | 9–3       | Noua Zeelandă | 5–1 | 4–2   |

## Golgheteri
Au fost marcate 124 de goluri în 36 de meciuri, având o medie de 3,44 goluri pe meci.
| Loc | Jucător              | Țară             | Goluri | Goluri pe rundă | Goluri pe rundă | Goluri pe rundă | Goluri pe rundă |
| Loc | Jucător              | Țară             | Goluri | R1              | ONC             | R3              | PO              |
| --- | -------------------- | ---------------- | ------ | --------------- | --------------- | --------------- | --------------- |
| 1   | Georges Gope-Fenepej | Noua Caledonie   | 8      | —               | 2               | 6               | X               |
| 2   | Jacques Haeko        | Noua Caledonie   | 7      | —               | 6               | 1               | X               |
| 2   | Chris Wood           | Noua Zeelandă    | 7      | —               | 5               | 2               | X               |
| 4   | Bertrand Kaï         | Noua Caledonie   | 5      | —               | 4               | 1               | X               |
| 4   | Shane Smeltz         | Noua Zeelandă    | 5      | —               | 2               | 3               | X               |
| 4   | Lorenzo Tehau        | Tahiti           | 5      | —               | 5               | 0               | X               |
| 7   | Roy Kayara           | Noua Caledonie   | 4      | —               | 2               | 2               | X               |
| 7   | César Lolohea        | Noua Caledonie   | 4      | —               | 0               | 4               | X               |
| 7   | Alvin Tehau          | Tahiti           | 4      | —               | 4               | 0               | X               |
| 7   | Jonathan Tehau       | Tahiti           | 4      | —               | 4               | 0               | X               |
| 7   | Benjamin Totori      | Insulele Solomon | 4      | —               | 4               | 0               | X               |
| 12  | Chris Killen         | Noua Zeelandă    | 3      | —               | 0               | 3               | X               |
| 12  | Robert Tasso         | Vanuatu          | 3      | —               | 3               | 0               | X               |
| 14  | Campbell Best        | Insulele Cook    | 2      | 2               | X               | X               | X               |
| 14  | Nicolas Vallar       | Tahiti           | 2      | —               | 2               | X               | X               |
| 14  | Steevy Chong Hue     | Tahiti           | 2      | —               | 2               | 0               | X               |
| 14  | Henry Fa'arodo       | Insulele Solomon | 2      | —               | 0               | 2               | X               |
| 14  | Luki Gosche          | Samoa            | 2      | 2               | 0               | X               | X               |
| 14  | Iamel Kabeu          | Noua Caledonie   | 2      | —               | 0               | 2               | X               |
| 14  | Shalom Luani         | Samoa Americană  | 2      | 2               | X               | X               | X               |
| 14  | Silao Malo           | Samoa            | 2      | 1               | 1               | X               | X               |
| 14  | Michael McGlinchey   | Noua Zeelandă    | 2      | —               | 0               | 2               | X               |
| 14  | Jean Nako Naprapol   | Vanuatu          | 2      | —               | 2               | X               | X               |
| 14  | Tim Payne            | Noua Zeelandă    | 2      | —               | 0               | 2               | X               |
| 14  | Tommy Smith          | Noua Zeelandă    | 2      | —               | 1               | 1               | X               |
| 14  | Chris James          | Noua Zeelandă    | 2      | —               | 0               | 0               | 2               |
| 14  | Teaonui Tehau        | Tahiti           | 2      | —               | 2               | 0               | X               |
| 14  | Himson Teleda        | Tahiti           | 2      | —               | 1               | 1               | X               |

X - Eliminată
1 gol
| Samoa Americană - Ramin Ott Insulele Cook - Grover Harmon Fiji - Maciu Dunadamu Noua Caledonie - Marius Bako - Kalaje Gnipate - Judikael Ixoée - Dick Kauma | Noua Zeelandă - Kosta Barbarouses - Tony Lochhead - Marco Rojas - Rory Fallon Papua Noua Guinee - Neil Hans - Kema Jack Samoa - Albert Bell - Shaun Easthope Insulele Solomon - Joses Nawo - Tutizama Tanito | Tahiti - Heimano Bourebare - Roihau Degage - Samuel Hyanine Tonga - Unaloto Feao - Kinitoni Falatau - Timote Maamaaloa - Lokoua Taufahema Vanuatu - Brian Kaltack - Derek Malas - Freddy Vava |

1 autogol
- Tala Luvu
- Tome Faisi
- Xavier Samin